# 鈴木重次 (政治家)

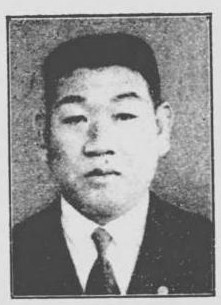
鈴木重次

鈴木 重次（すずき しげじ、1887年〈明治20年〉5月10日 - 1951年〈昭和26年〉11月5日）は、日本の政治家。衆議院議員（1期）。

## 経歴
長崎県北松浦郡、のちの江迎村（江迎町を経て現佐世保市江迎町）出身。1905年長崎県立平戸中学校猶興館(現・長崎県立猶興館高等学校)卒。小学校訓導兼校長、江迎村長、長崎県議、同議長、大政翼賛会長崎県支部顧問、同中央協力会議員となる。
1942年の第21回衆議院議員総選挙では長崎2区(当時)から翼賛政治体制協議会の推薦を受けて当選する。戦後は日本進歩党に入ったが、推薦議員のため公職追放となった。1951年追放解除。追放解除後に死去した。